# 8246 Kotov
8246 Kotov è un asteroide della fascia principale. Scoperto nel 1979, presenta un'orbita caratterizzata da un semiasse maggiore pari a 2,2697502 UA e da un'eccentricità di 0,1610669, inclinata di 2,57525° rispetto all'eclittica.